# Ogcodes leptisoma
Ogcodes leptisoma este o specie de muște din genul Ogcodes, familia Acroceridae, descrisă de Evert I. Schlinger în anul 1960. Conform Catalogue of Life specia Ogcodes leptisoma nu are subspecii cunoscute.